# 涼宮ハルヒ
涼宮 ハルヒ（すずみや ハルヒ）は、谷川流のライトノベル作品『涼宮ハルヒ』シリーズおよび同作のアニメ版である『涼宮ハルヒの憂鬱』におけるメインヒロインであり、もう一人の主人公。アニメ・ゲーム・ドラマCDにおける声優は平野綾。

## 概要
高校入学時にいきなり「東中出身、涼宮ハルヒ。ただの人間には興味ありません。この中に宇宙人、未来人、異世界人、超能力者がいたら、あたしのところに来なさい。以上。」と言い放ち、ぶっ飛んだ自己紹介をかます。
「校内一の変人」の異名を持ち、その極めて特異な性格・言動ゆえに、「涼宮ハルヒシリーズ」の代名詞ともなっている人物であり、同作品シリーズについて語るうえで欠かせない存在といえる。
2000年代にツンデレブームを巻き起こしたキャラクターの1人。『このライトノベルがすごい!』女性キャラクター部門では2005年版で4位、2006年版で4位、2007年版で3位、2008年版で1位をそれぞれ獲得している、2012年版で9位をそれぞれ獲得している。

## 人物
北高1年5組（第9巻『分裂』より2年5組）の女子生徒であり、SOS団団長。アニメにおける身長は158cm。一人称は「あたし」。
キョンと同じクラスで、キョンのすぐ後ろの席に座る（何回席替えをしても、ハルヒの能力のためか位置関係は不変である）。
入学当初（および第4巻『消失』での消失世界）は腰まで伸びるストレートヘアで曜日ごとに髪形を変えていたが、キョンにそのことを指摘されて以降は肩にかかる程度の長さで揃えている。黄色（山吹色）のリボンがトレードマークで、小学校時代から愛用している。
黒髪ボブカット黒目の美少女で、スタイルも抜群。朝比奈みくるほどではないが胸も大きく、プロポーションはキョン曰く「スレンダーだが、出るとこは出ている」。
文武において万能で、学業の成績は学年上位に位置しており、身体能力も非常に高く、入学当初はどの運動部からも熱心に勧誘されていたほど。また料理、楽器演奏、歌唱など多彩な才能を持っており、キョン曰く「性格以外は欠点は無い」。

## 性格・言動
性格は唯我独尊・傍若無人・猪突猛進かつ極端な負けず嫌いであり、「校内一の変人」として校内で知らない人はいないほどその名は知れ渡っている。
古泉の属する機関の見解では「退屈を嫌っており、何か面白い事をいつも探している」。己の目的のためには手段を選ばず、時には恐喝や強奪などの行為に及ぶこともある。頻繁にキョンがハルヒによる奇抜な行動の被害者になる。
東中時代には既に変人として名が知れていたにもかかわらず、美少女であるゆえに多くの男子に告白され、必ずOKしていたが、相手が「普通の人間」であることを理由にことごとく振っていた。
みくるや鶴屋さん、コンピ研部長、生徒会長など、年上の人物に対しても敬語を使わずタメ口でものを言うが、北高関係者以外の者との初対面の際など、必要な場合には敬語を交えた常識的な言葉遣いで話す。
普段はエキセントリックな性格が目立つが、根底には常識的な感覚も持ち合わせており、宇宙人などの不思議な存在がいてほしいと思う反面、そんなものはいるはずがない（少なくともそう簡単に見つかるはずがない）とも思っており、第2巻『溜息』のプロローグでキョンが長門、みくる、古泉の正体を話しても全く信じなかった。
物語が進むにつれ、本来のハルヒの性格（中学時代より前の性格）に戻りつつあり、キョン以外のクラスメートとの交流も見られるようになっている。『直観』内「鶴屋さんの挑戦」では美化委員になったり、校長と仲良くなったりしていることが本人の口から語られている。
また、長門が高熱で倒れたりキョンが『消失』の一件で3日間意識不明に陥った際には必死に看病したり体調を気遣ったりするなど、仲間思いのリーダーとしての一面を見せている。文化祭では怪我により出演不可能になった軽音楽部のボーカルの代わりに舞台に立ち、ボーカルとギターを務めた。その後、軽音楽部に感謝されたことが転機になったと考えられる。
「恋愛感情は一時の気の迷いで精神病の一種」という持論を持つが、キョンの言動によって極度に大きく機嫌が左右されたり、キョンの過去の恋愛をやけに気にしたりしている。不思議探索ツアーでのグループ分けのくじ引きでキョンと同じグループになれないとあからさまに機嫌が悪くなったり、キョンがみくるに鼻の下を伸ばすと声を荒らげて咎めたり、キョンとみくるを何かと理由を付けてはくっつけないよう画策しようとするなどの描写がある。
下ネタに関しては、自分から言うのはともかくとして（コンピ研からパソコンを強奪するシーン）人から言われるのは苦手らしく、キョンのお笑いのネタで下ネタを禁止したり、キョンが教室にエロ本を忘れたから取りに行くと発言したら「乙女の前でエロ本とか言うな」と激高した。

## 能力
実は世界に影響を与えるほどの巨大な力を持っている。詳細については現時点では明かされていないが、その力によって第1巻『憂鬱』時点からみて3年前の中学1年の時に「情報の爆発」、「時間の断層」、「超能力者の発生」を引き起こした。
情報統合思念体は、ハルヒの力は「自分の都合の良いように周囲の環境情報を操作する力」、「何もないところから情報を生み出す力」であり、そのためにハルヒは「自律進化の可能性を秘めている」存在であると考えている。
また、古泉が属する「機関」は彼女の力を「どんな非常識なことでも思ったことを実現させる」という、神にもなぞらえられる程の力であると認識している。
一方、朝比奈みくるが所属する未来人の組織はハルヒの力を「世界の仕組みを変えるもの」ではなく、もともと存在する超自然的な存在や現象を自覚無しに発見する力であると考えている（ただしハルヒが時間の断層をどうやって生み出したのかについては、未来人にとっても未だに謎である模様）。
他にもさまざまな組織がハルヒの力について異なる理論を持ち、彼女に関心を抱いていることが作品内にて示唆されている。いずれにせよ、ハルヒ本人は自分の持つ巨大な力を全く自覚していない。
また、強い不満やストレスのために精神状態が不安定になると「閉鎖空間」を発生させることがある。これについてもハルヒ自身は自覚しておらず、発生頻度や大きさもやはりハルヒの精神状態に影響されるために法則性がなく、毎日のように発生することもあれば長期間にわたって発生しないこともある。
ハルヒの力が際限なく発揮されたりせず、世界が未だにバランスを保っている点について、古泉は「彼女自身が奇抜な言動に反し常識的な精神をしており、不可思議な物事を心のどこかで否定しているから」ではないかと推測している。
またハルヒに関心を抱く組織のほとんどは、彼女が自分の力に気づいて覚醒するのは非常にハイリスクなことであると考えており、そのためいずれの組織も彼女が自らの力に気づかないようにするということを活動の大きな柱にしている。ただし、意図的にハルヒやSOS団に揺さぶりをかけハルヒの力を解放させてそれを観察しようと目論む組織や派閥も少数ながら存在する。

## 渡橋 泰水（わたはし やすみ）
『驚愕』のαルートでハルヒの入団試験を唯一突破し、入団した新人部員。自分の名前を「ヤスミ」とカタカナで読ませる。『分裂』のαルートで入浴中のキョンに電話を掛けてきたのが彼女である。ニコちゃんマークに似た髪留めをつけている。人懐っこい性格でみくるは特に気に入った様子だが、ハルヒは若干扱い辛そうにしている。パソコン操作にも慣れているようで、SOS団サイトを見栄えよく改変した。
古泉曰く純粋な個人で、長門曰く北高に在籍しておらず、宇宙人でも、未来人でも、超能力者でも、異世界人でもない。αルートのみならず、βルートとも行き来できるらしいと謎が多い少女。
その正体は、藤原の歴史改変計画と、キョンと長門の危機を無意識に予知していたハルヒが無意識に作り出したもう一人の涼宮ハルヒ。髪留めは、ハルヒが小学生時代に着けていた物だった。藤原たちを止めるために「佐々木の閉鎖空間」に閉じ込められたキョンのもとに古泉たちを導く必要があり、「佐々木の閉鎖空間」の中に古泉が侵入できる「ハルヒの閉鎖空間」を作るために世界を二つに分岐させた。そしてβルートのキョンたちが「佐々木の閉鎖空間」の部室に着くのを見計らって、αルートのキョンを部室に呼び出して二つの世界を統合させた後、分裂していたキョンたちを融合させて「ハルヒの閉鎖空間」を呼び出した。また閉鎖空間内において神人を操作する力も見せた。
世界統合後にヤスミがどうなったかは不明だが、古泉はハルヒの中に戻ったと推測している。
ハルヒによるとヤスミは「SOS団に入りたいがあまり北高生の姉の制服を借りて潜入してきた中学生で、ハルヒ宅に来て申し訳なさそうに入団を辞退する旨を伝えてきた」という。